# 奧韋里
奧韋里（英語：Owerri）是西非國家尼日利亞南部的城市，也是伊莫州的首府，位於熱帶雨林地區，面積約100平方公里，出產甘薯、木薯、芋頭、玉米、橡膠、棕櫚等農產品，2006年人口為401,873。